# Kleidotoma subantarcticana
Kleidotoma subantarcticana är en stekelart som beskrevs 1964 av Carl M. Yoshimoto. Den ingår i släktet Kleidotoma och familjen glattsteklar. Inga underarter finns listade i Catalogue of Life.